# Jurmo (Åland)
Jurmo is het noordelijkste eiland en dorp van de gemeente Brändö in Åland. Het is daarmee ook meteen het meest noordelijke permanent bewoonde deel van Åland.
Het dorp heeft 44 inwoners (2020).

## Etymologie
Jurmo is van oorsprong een Finse naam. De uitgang '-mo' was oorspronkelijk '-maa' (land), wat verwijst naar een groter eiland. Het voorvoegsel is mogelijk een afkorting van de naam 'Joeri', wat dan weer afgeleid is van Georgius.

## Geschiedenis
De oorspronkelijke bevolking van dit eiland was grotendeels zelfvoorzienend. Men leefde van de visserij, aangevuld met wat hun stukjes land opleverden. Verder had elk gezin enkele koeien, die hen van melk en vlees voorzagen.
In de jaren 1950 begon het eiland te ontvolken. Met hen verdwenen ook de landbouwhuisdieren, die de begroeiing kort hielden. Zodoende raakte het eiland steeds meer bebost. Dat is de aanleiding geweest om in 2002 enkele Schotse hooglanders in te zetten om het tij te keren.

## Voorzieningen
Op het eiland bevinden zich een winkeltje, een café/restaurant en een hostel dat gevestigd is in het voormalige schooltje dat in de jaren 1980 was gesloten.

## Verkeer
Aan de zuidzijde van het eiland is een haventje met 40 ligplaatsen, brandstofverkoop, afvalinzameling, douches, toiletten en een sauna.
Het eiland is middels een veerboot van Ålandstrafiken verbonden met het overige deel van Brändö.

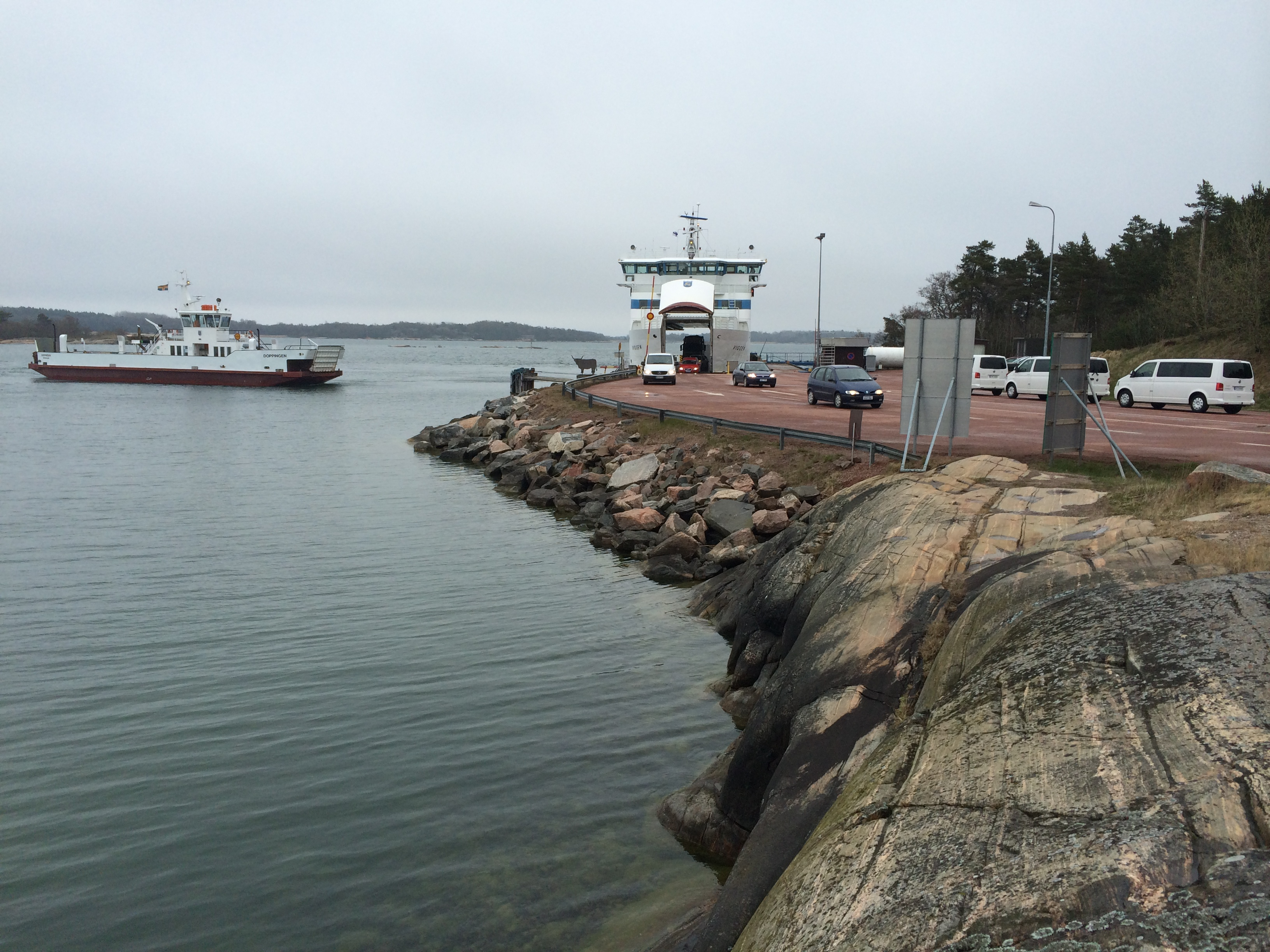
De dubbele veerstoep op Åva: links de pont naar Jurmo (het land op de horizon); rechts de pont naar Osnäs, met een weg naar Kustavi en vervolgens het Finse vasteland.
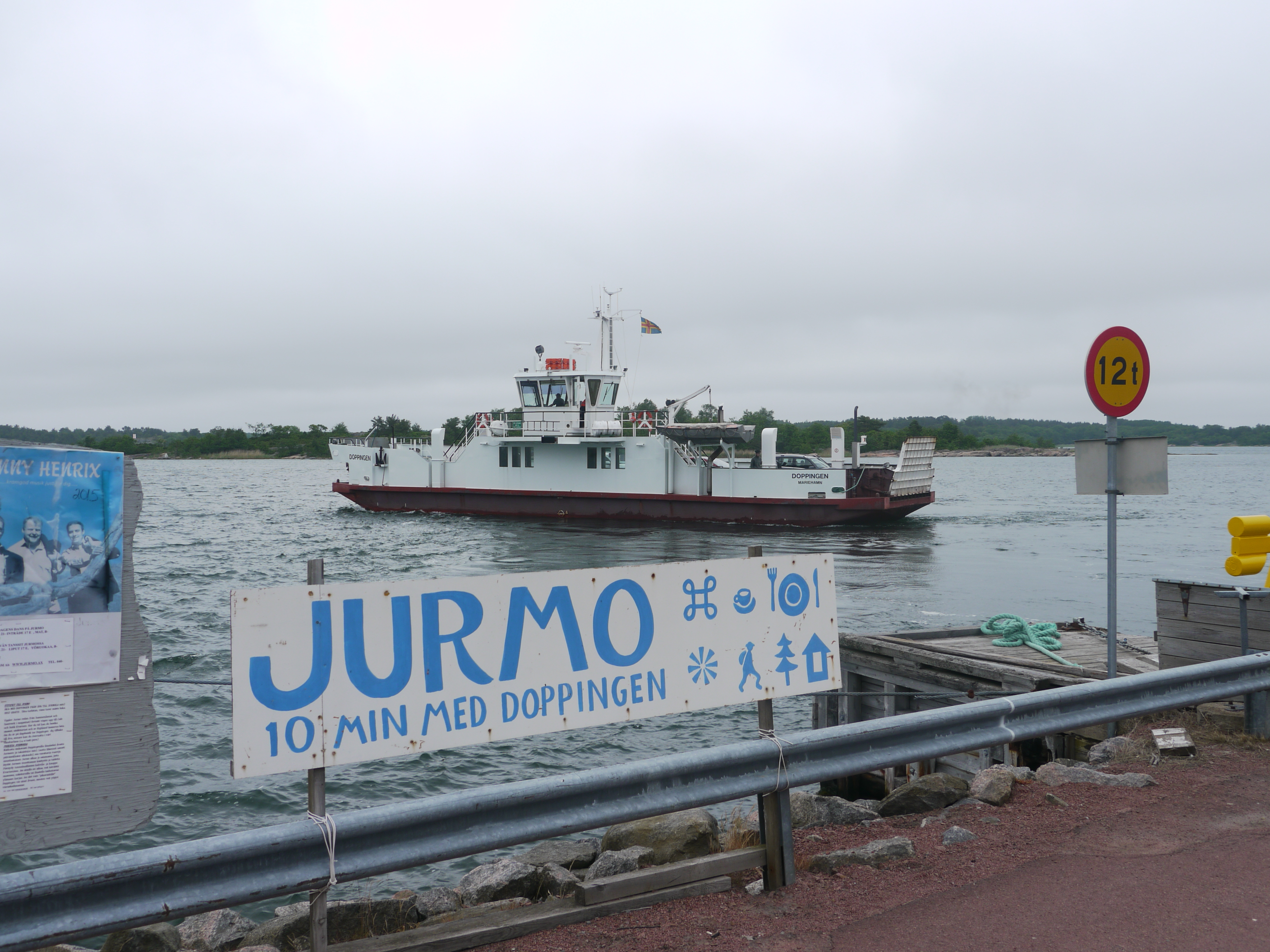
Doppingen: het pontje naar Jurmo.

## Overig
- Op het eiland lopen Schotse hooglanders rond. Daarnaast worden er ook schapen en bijen gehouden.
- Er is een uitgezette wandelroute (3 km.) die langs een houten uitkijktoren gaat. Er worden ook natuurwandelingen met een gids georganiseerd.